# Акариформные клещи
Акарифо́рмные клещи́ (лат. Acariformes) — надотряд паукообразных из подкласса клещей (Acari). Насчитывают свыше 30 тысяч ныне живущих видов, а также около 300 ископаемых. Для клещей этого надотряда характерен анаморфоз — достраивание сегментов в ходе жизни.

## Палеонтология
Описано около 300 ископаемых видов. Древнейшие акариформные клещи известны из девонского периода (около 400 млн лет). Они представляют такие группы как Endeostigmata, Oribatida и Prostigmata). 11 видов найдены в девонских отложениях Gilboa Shales (США) и Rhynie Chert (Великобритания). Среди них Devonacarus sellnicki и Protochthonius gilboa (мелкие клещи длиной от 323 до 512 мкм), Archaeacarus dubinini (менее 400 мкм), Protacaris crani (менее 500 мкм).

## Строение щетинок
В составе кутикулы, покрывающей щетинки акариформных клещей, присутствует слой актинохитина (англ. actionochitin), который вызывает двойное лучепреломление плоскополяризованного света. Этот признак, а также наличие трихоботрий и некоторый других чувствительных щетинок отличает представителей данного надотряда от других групп клещей и указывает на монофилию этой группы.

## Классификация
По новой классификации (2009, 2011), кладам Sarcoptiformes и Trombidiformes придан ранг отрядов, а бывшим отрядам и подотрядам — статус подотрядов и инфраотрядов соответственно. Для сравнения приводится альтернативная классификация по данным Дж. Халлана (Joel Hallan).
Классификация по Krantz, 2009:
- Отряд Trombidiformes — Тромбидиформные клещи
  - Подотряд Sphaerolichida
  - Подотряд Prostigmata
    - Суперкогорта Labidostomatides
    - Суперкогорта Eupodides
    - Суперкогорта Anystides
      - Когорта Anystina
      - Когорта Parasitengonina

    - Суперкогорта Eleutherengonides
      - Когорта Raphignathina
      - Когорта Heterostigmatina

- Отряд Sarcoptiformes — Саркоптиформные клещи
  - Подотряд Endeostigmata
    - Когорта Alycina
    - Когорта Nematalycina
    - Когорта Terpnacarina
    - Когорта Alicorhagiina

  - Подотряд Oribatida
    - Суперкогорта Palaeosomatides (Palaeosomata)
    - Суперкогорта Enarthronotides (Enarthronota)
    - Суперкогорта Parhyposomatides (Parhyposomata)
    - Суперкогорта Mixonomatides (Mixonomata)
    - Суперкогорта Desmonomatides (Desmonomata)
      - Когорта Nothrina
      - Когорта Brachypylina
      - Когорта Astigmatina (Astigmata)

Классификация по Joel Hallan:
- Sarcoptiformes — Саркоптиформные клещи
  - Отряд Actinedida (2146 родов, 19590 видов)[9]
    - Подотряд Endeostigmata (30 родов, 76 видов)
    - Подотряд Eupodina (251 род, 1974 видов)
    - Подотряд Labidostommatina (7 родов, 37 видов)
    - Подотряд Anystina (53 рода, 215 видов)
    - Подотряд Parasitengona (930 родов, 8796 видов)
    - Подотряд Eleutherengona (878 родов, 8492 видов)
      - Секция Raphignathae
      - Секция Heterostigmata

  - Отряд Astigmata (syn. Acaridida; 1096 родов, 3419 видов)[10]
    - Подотряд Acaridia
    - Подотряд Psoroptidia

  - Отряд Oribatida (отряд по Subías, 2009[11] или подотряд по Zhang, 2011[7]; 1274 родов, 6658 видов[12])
    - Подотряд Brachypylina
      - Инфраотряд Poronoticae
      - Инфраотряд Pycnonoticae

    - Подотряд Enarthronota
    - Подотряд Holosomata (syn. Desmonomata)
    - Подотряд Mixonomata
      - Инфраотряд Dichosomata
      - Инфраотряд Euptyctima
        - в том числе надсемейство Mesoplophoroidea (или в Hypochthonioidea согласно Norton & Behan-Pelletier[13])

    - Подотряд Palaeosomata
    - Подотряд Parhyposomata
- Trombidiformes — Тромбидиформные клещи
  - Отряд Prostigmata
  - Отряд Sphaerolichida